# Sarilhos Grandes
Sarilhos Grandes es una freguesia portuguesa situada en el municipio de Montijo. Según el censo de 2021, tiene una población de 3243 habitantes.